# Gloria Díaz
Gloria Díaz (Buenos Aires, Argentina, 17 de mayo de 1938) cuyo nombre real era Marina Juliana Díaz Moreira, es una cantante dedicada al género del tango. Después de haber actuado en una orquesta local de Bahía Blanca, donde residía, participó en un programa televisivo que le permitió hacerse conocer. Cantó en las orquestas de Mariano Mores y de Osvaldo Pugliese y pasó a desempeñarse como solista acompañada por prestigiosos músicos en presentaciones y grabaciones.

## Su familia
Su padre era Pedro Díaz, que había nacido en la región de Extremadura, en España, y a los dos años fue traído a la Argentina por sus padres que se radicaron en Bahía Blanca. Aficionado a cantar y tocar la guitarra intenta suerte con un repertorio de tangos primero y con temas folclóricos después, actuando en una gira que fracasó y, más delante de vuelta en Bahía Blanca, en clubes de barrio llegando a debutar en radios locales. Se casó, con una hija de inmigrantes españoles y se radicó en Buenos Aires, más precisamente a metros de la Avenida Corrientes y la calle Paraná, y trabajaba en locales cercanos al Balneario Municipal que tenían números de variedades. Gloria Diaz contrajo matrimonio con Oscar Luis Giménez y tuvo un hijo, Hugo Darío Giménez.

## Actividad profesional
Gloria nació en el hospital Penna y creció en Buenos Aires hasta su adolescencia, que fue cuando la familia por razones económicas debió volver a Bahía Blanca, donde el padre trabajó como encargado de un puesto de frutas y verduras, si bien paralelamente continúa con sus actuaciones artísticas. Gloria gustaba de cantar tangos en su casa y fue así que sus amigas la impulsan a presentarse en un concurso radial de temas folclóricos, que no ganó pero la hizo conocer a Aníbal Vitale, que dirigía una orquesta importante a nivel local que la contrata como cancionista. La relación se extiende por nueve años, lapso durante el cual Gloria se casó, tuvo un hijo y se separó. En esa época apareció un problema de salud en su tiroides que la obligó a suspender el canto hasta recuperarse y emprender la difícil tarea de encontrar trabajo para su sustento.
Obtuvo merced a un contacto que el pianista Armando Cupo le tomara una prueba en la que cantó Barrio pobre y Lágrimas de sangre, para el programa de televisión Grandes Valores del Tango que hacía un concurso semanal durante el cual presentaba a tres cantores nóveles que competían para pasar a una ronda posterior. No ganó, pero consiguió que la productora la incluyera en la ronda siguiente, donde ganó con el voto unánime del jurado y la aclamación del público.
Hugo Del Carril la escuchó en el canal y la recomendó a Mariano Mores, quien luego de una prueba la contrató y actuó como invitada por Radio El Mundo con la Orquesta Lírica Popular dirigida por Mores. También la oyó Osvaldo Pugliese, que le tomó una prueba en la que canta Gloria, el tango de Humberto Canaro y Armando Tagini, y la llevó para su orquesta. El año que estuvo actuando con Pugliese en bailes y teatros la preparó para dar el salto a solista, que encaró haciéndose acompañar por conjuntos de guitarras como los de José Canet, de Roberto Grela o Carlos Peralta sin desdeñar actuaciones con las orquestas de José Basso, Leopoldo Federico, Carlos García, Raúl Garello, Armando Pontier, Florindo Sassone, Sexteto Mayor y Luis Stazo con quienes grabó numerosos temas.
Roberto Giménez, autor de Lágrimas de sangre, la convocó para reemplazar por tres días a Aída Denis en un local tanguero, pero cuando esta regresó decidió mantener a ambas. Trabajó más adelante en La Casa de Carlos Gardel y volvió de 1972 a 1976 a Grandes Valores del Tango, no ya como concursante sino como figura consagrada; también hizo temporadas veraniegas en Mar del Plata, giras por escenarios de las provincias argentinas y por Brasil, Chile, Paraguay y Uruguay. En 1990 hizo una gira de varios meses por España integrando la orquesta de Armando Caló, oportunidad en la que actuaron en el Teatro Apolo de Madrid.

## Grabaciones
Debutó en el disco en 1973, con la orquesta de Luis Stazo en doce temas para el sello Odeón. Al año siguiente registró la colección titulada Alma, Corazón y Tango, con Carlos García en algunos temas y las guitarras de Roberto Grela en otros. En 1976 grabó para el sello Embassy la colección Tangos de Seda y Percal, acompañada alternativamente por los conjuntos de José Basso, Raúl Garello, Leopoldo Federico, Armando Pontier, Florindo Sassone y Luis Stazo, grabando con este último en 1977 la colección Gloria Díaz For expor. Al año siguiente registró diez títulos acompañada por la orquesta de Armando Pontier para el sello Tangos de Lujo; el álbum Valses Famosos acompañada en forma alternativa por  las guitarras de José Canet y Carlos Peralta; el álbum Juan Porteño, con Canet; Nostalgias del Tiempo Lindo, con Grela; Luna de Arrabal, alternándose Grela, Canet y Peralta y otros dos temas con Pontier. En 1979 registra Gloria en R.C.A., con la orquesta de Leopoldo Federico para la discográfica RCA Victor. Luego de ese período tan productivo realizó otras grabaciones pero su ritmo fue menguando.

## Valoración
Dice Jorge Palacio de Gloria Díaz:

“No se parece a nadie, a ninguna otra voz de mujer. Ella, con la más intensa fidelidad describe sus temas penetrando en lo más hondo de sus versos. La ductilidad de Gloria permite que nos haga creíble el patetismo de Un infierno, la descripción barrial de Almagro, la ternura de Rosas de abril, la gracia de El que atrasó el reloj y la evocación melancólica de Tres esquinas.